# Stazione di Sarno (Circumvesuviana)
Stazione di Sarno (Circumvesuviana) vasútállomás Olaszországban, Sarno településen.

## Vasútvonalak
Az állomást az alábbi vasútvonalak érintik:
- Nápoly–Ottaviano–Sarno-vasútvonal

## Kapcsolódó állomások
A vasútállomáshoz az alábbi állomások vannak a legközelebb:
- Stazione di San Valentino (Stazione di Napoli Porta Nolana, Nápoly–Ottaviano–Sarno-vasútvonal)